# 긴급통신시스템
긴급 통신 시스템(영어: EMERGENCY COMMUNICATION SYSTEM)이란 긴급 상황에서 상대방이 응답하지 않거나 통화 중인 경우라도 긴급 통신을 가능하게 하는 것을 목적으로 만들어진 컴퓨터 기반 시스템이다. 

## 같이 보기
- 비상 관리